# Ainara Manterola
Ainara Manterola Ikutza (Orio, Guipúzcoa, 19 de junio de 1995) es una defensa de fútbol española que jugó recientemente en el Añorga. Es internacional sub-17 y sub-19.

## Trayectoria
Tras ganar atención por algunas de sus actuaciones en las categorías inferiores del Orioko, Manterola fichó por la Real Sociedad a los 16 años y jugó en la posición de defensa central. Tras cinco años en la Real Sociedad, Manterola fichó por el Oiartzun para el inicio de la temporada 2016-17. El 4 de enero de 2017, después de haber jugado 13 de los 14 partidos anteriores, Manterola se rompió el ligamento cruzado. La lesión significó que sería descartada para jugar el resto de la temporada.

## Vida personal
Manterola proviene de una familia deportista y nació en Orio, España. Su bisabuelo Batista Oliden, era remero, al igual que sus dos abuelos. Además de esto, su padre, Joseba, es entrenador de fútbol, su madre, Isabel, fue jugadora de baloncesto y su hermana, Leire, es futbolista.